# AS Reggina 1914
Associazione Sportiva Reggina 1914, zkráceně jen Reggina je italský fotbalový klub hrající v sezóně 2024/25 4. italskou fotbalovou ligu, sídlící ve městě Reggio di Calabria v regionu Kalábrie.

## Změny názvu klubu
- 1914/15 – 1927/28 − Reggio FC (Reggio Football Club)
- 1928/29 – 1933/34 − US Reggina (Unione Sportiva Reggina)
- 1934/35 – 1936/37 − AS Reggina (Associazione Sportiva Reggina)
- 1937/38 – 1943/44 − SS Dominante (Società Sportiva La Dominante)
- 1944/45 – 1985/86 − AS Reggina (Associazione Sportiva Reggina)
- 1986/87 – 2014/15 − Reggina Calcio (Reggina Calcio)
- 2015/16 − SSD Reggio Calabria (Società Sportiva Dilettantistica Reggio Calabria)
- 2016/17 – 2018/19 − Urbs Reggina 1914 (Urbs Reggina 1914)
- 2019/20 − 2022/23 Reggina 1914 (Reggina 1914)
- 2023/24 − La Fenice Amaranto ASD (La Fenice Amaranto Associazione Sportiva Dilettantistica)
- 2014/25 − AS Reggina 1914 (Associazione Sportiva Reggina 1914)

## Získané trofeje

### Vyhrané domácí soutěže
- 3. italská liga (3×)

1964/65, 1994/95, 2019/20
- 4. italská liga (2×)

1955/56, 1983/84

## Historie
Klub byl založen 11. ledna 1914 jako Unione Sportiva Reggio Calabria. V roce 1924 je přizván do federace již novým názvem Reggio Foot Ball Club. Klub hraje prvních třicet let v meziregionálních soutěžích. Zlom nastal bezprostředně po válce, kdy byl pro sportovní zásluhy přijat klub pozván do třetí ligy. Třetí ligu hrál až do sezóny 1951/52. V sezoně 1965/66 hraje klub poprvé ve druhé lize. Po devíti sezonách klub sestupuje do třetí ligy a sezony 1983/84 a 1985/86 hraje i čtvrtou ligu. V roce 1986 klub riskuje bankrot, ale je zachráněna závazkem skupiny mladých podnikatelů, včetně Fotim, který ji převzal tím, že jí dal jméno Reggina Calcio, udržující historii a tradici předchozího klubu. V sezoně 1987/88 se pod vedením trenéra Scalou, znovu zvedne a postoupí do druhé ligy. Jenže po třech sezonách sestupují zpět do třetí ligy. Postup do druhé ligy je v sezoně 1994/95 a po čtyřech sezonách hraní ve druhé lize se v sezoně 1998/99 umístí na 4. místě a to znamenalo postup poprvé v historii klubu do nejvyšší ligy.
V nejvyšší lize hraje dvě sezony. V sezoně 2000/01 se klub umístí na 15. místě a poté po prohraném utkání v Play out nad Veronou sestupuje. Návrat do nejvyšší ligy je okamžitý. Pak ji hraje sedm sezon v řadě. Nejlepší umístění za tuhle dobu bylo 10. místo v sezoně 2004/05. Lepšího umístění mohli mýt v sezoně 2005/06, jenže po korupčním skandálu jim bylo odečteno 11 bodů. I tak se zachránili a dosáhli na 40 bodů (14. místo). Sestup je v sezoně 2008/09.
Stav klubu se zhoršoval a sezonu 2014/15 hraje třetí ligu. Klub slaví 100 výročí. Ale oslava není radostná. V roce 2015 se klub nepřihlásí do žádné soutěže a bankrotuje. Její dluh je 20 milionů Eur. Je založen nový klub Associazione Sportiva Dilettantistica Reggio Calabria a hraje čtvrtou ligu, před zahájení sezony se přejmenoval na Società Sportiva Dilettantistica Reggio Calabria. V roce 2019 se klub přejmenovává na nynější název Reggina 1914 a díky penězům římského podnikatele Luci Galla klub v sezoně 2019/20 postupuje do druhé ligy.

## Účast v ligách
| Úroveň soutěže | Název soutěže (nynější název) | První hraná sezona | Poslední hraná sezona | celkem odehraných sezon |
| -------------- | ----------------------------- | ------------------ | --------------------- | ----------------------- |
| 1              | Serie A                       | 1999/00            | 2008/09               | 9                       |
| 2              | Serie B                       | 1965/66            | 2022/23               | 25                      |
| 3              | Serie C                       | 1926/27            | 2019/20               | 44                      |
| 4              | Serie D                       | 1929/30            | 2024/25               | 10                      |

Historická tabulka Serie A od sezony 1929/30 do 2023/24.
| Celkové místo | Odehraných sezon | Celkem bodů | Celkem zápasů | Celkem výher | Celkem remíz | Celkem proher | Celkové skore |
| ------------- | ---------------- | ----------- | ------------- | ------------ | ------------ | ------------- | ------------- |
| 37            | 9                | 345         | 326           | 83           | 107          | 136           | 324:467       |

## Fotbalisté

### Historické statistiky
| Počet utkání | Počet utkání      | Počet utkání |  | Počet branek | Počet branek       | Počet branek |
| Pořadí       | Jméno             | Počet        |  | Pořadí       | Jméno              | Počet        |
| 1.           | Alberto Gatto     | 361          |  | 1.           | Erminio Bercarich  | 71           |
| 2.           | Simone Giacchetta | 276          |  | 2.           | Francesco Cozza    | 51           |
| 3.           | Maurizio Poli     | 270          |  | 3.           | Alberto Gatto      | 48           |
| 4.           | Francesco Cozza   | 239          |  | 4.           | Emiliano Bonazzoli | 45           |
| 5.           | Antonino Barillà  | 223          |  | 5.           | Roberto Beghi      | 45           |

### Rekordní přestupy
| Nákup  | Nákup              | Nákup     | Nákup    | Nákup          |  | Prodej | Prodej             | Prodej    | Prodej          | Prodej        |
| Pořadí | Jméno              | sezona    | klub     | částka         |  | Pořadí | Jméno              | sezona    | klub            | částka        |
| 1.     | Carlos Paredes     | 2002/2003 | Porto    | 4,8 mil. Euro  |  | 1.     | Rolando Bianchi    | 2007/2008 | Manchester City | 13 mil. Euro  |
| 2.     | Emiliano Bonazzoli | 2003/2004 | Parma    | 4,5 mil. Euro  |  | 2.     | Bruno Cirillo      | 2000/2001 | Inter           | 7,5 mil. Euro |
| 3.     | Andrea Costa       | 2008/2009 | Boloňa   | 2,75 mil. Euro |  | 3.     | Roberto Baronio    | 2000/2001 | Lazio           | 5 mil. Euro   |
| 4.     | Gustavo Reggi      | 1999/2000 | Gimnasia | 2,5 mil. Euro  |  | 4.     | Giandomenico Mesto | 2007/2008 | Udinese         | 4,5 mil. Euro |
| 5.     | Franco Brienza     | 2008/2009 | Palermo  | 2,2 mil. Euro  |  | 5.     | Francesco Modesto  | 2008/2009 | Janov           | 4,5 mil. Euro |

### Na velkých turnajích

#### Účastníci Mistrovství světa
- Carlos Paredes (MS 2006)
- Carlos Carmona (MS 2010)

#### Účastník Mistrovství Evropy
- Martin Jiránek (ME 2004)

#### Účastník Copa América
- Carlos Paredes (CA 2004)

#### Účastníci Olympijských her
- Giandomenico Mesto (OH 2004)
- Rigoberto Rivas (OH 2020)

### Česká stopa
- Martin Jiránek – (2001–2004)
- Martin Lejsal – (2001–2003, 2004)